# فردریک کیش
فردریک کیش (انگلیسی: Frederick Kisch; ۲۳ اوت ۱۸۸۸ – ۷ آوریل ۱۹۴۳) فرد نظامی اهل بریتانیا بود. وی همچنین برندهٔ جوایزی همچون لژیون دونور (افسر) و صلیب نظامی ۱۹۱۴-۱۹۱۸ (فرانسه) شده‌است.